# Peugeot Type 116
La Peugeot type 116 double phaéton est une voiture commercialisée par Peugeot en 1909 à l'époque d'Armand Peugeot (1849-1915), fondateur des automobiles Peugeot en 1889.

## Historique

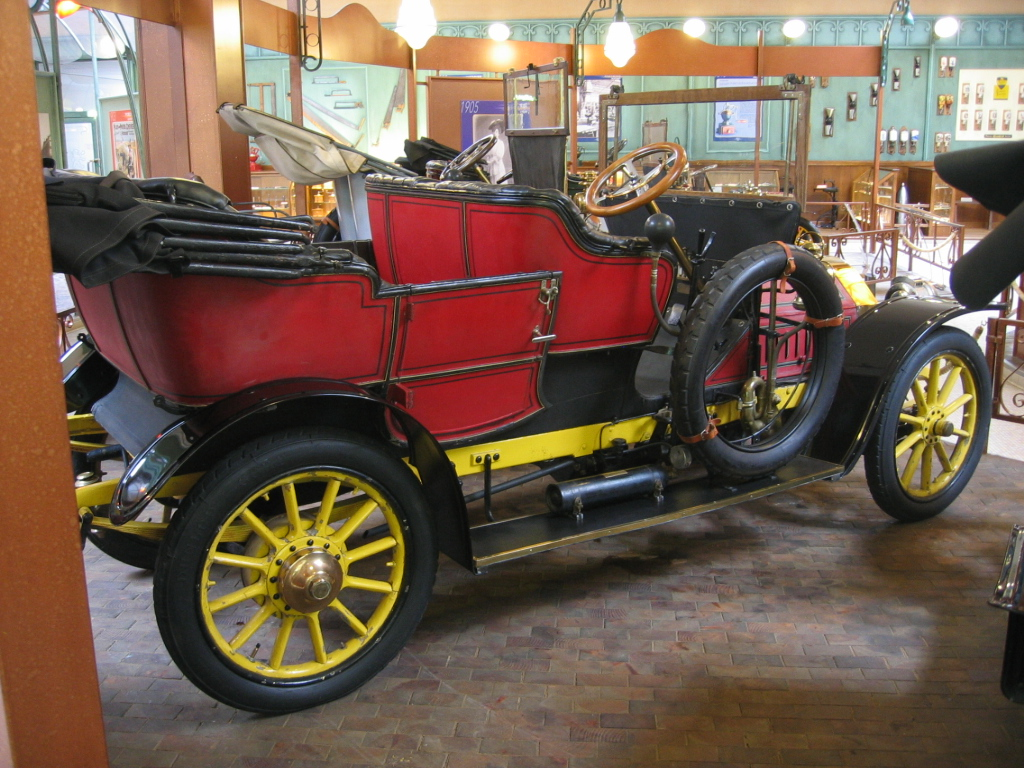
Peugeot type 116 de 1909.